# Paradaemonia thelia
Paradaemonia thelia är en fjärilsart som beskrevs av Jordan 1922. Paradaemonia thelia ingår i släktet Paradaemonia och familjen påfågelsspinnare. Inga underarter finns listade i Catalogue of Life.